# Forstrarchaea rubra
Forstrarchaea rubra is een spinnensoort in de taxonomische indeling van de Pararchaeidae.
Het dier behoort tot het geslacht Forstrarchaea. De wetenschappelijke naam van de soort werd voor het eerst geldig gepubliceerd in 1949 door Raymond Robert Forster.